# Bác La
Bác La (chữ Hán giản thể: 博罗县, âm Hán Việt: Bác La huyện) là một huyện thuộc địa cấp thị Huệ Châu, tỉnh Quảng Đông, Cộng hòa Nhân dân Trung Hoa. Bác La có diện tích 2795 km², dân số năm 2002 là 820.000 người. Huệ Đông giáp Nam Hải về phía nam. Huyện lỵ nằm ở trấn Lạc Dương. Đến thời điểm tháng 5/2005, huyện Bác La được chia thành các đơn vị hành chính gồm 18 trấn: La Dương, Công Trang, Bách Đường, Dương Thôn, Ma Pha, Thạch Bá, Thái Mỹ, Long Khê, Viên Châu, Thạch Loan, Long Hoa, Phúc Điền, Trường Ninh, Nhữ Hồ, Hoành Hà, Hưởng Thủy, Quan Âm Các, Dương Kiều.